# David Latasa Lasa
David Latasa (Pamplona, Navarra, 14 de febrer de 1974) és un ciclista navarrès que fou professional entre 1998 i el 2006. Destacà com a gregari, la qual cosa el va fer participar en les diferents grans grans voltes
El 2006 es va veure implicat en l'Operació Port, sent identificat per la Guàrdia Civil com a client de la xarxa de dopatge liderada per Eufemiano Fuentes amb el nom en clau Latasa. El corredor no fou sancionat per la Justícia espanyola en no ser el dopatge un delicte a Espanya en aquell moment, i tampoc va rebre cap sanció en negar-se el jutge instructor del cas a facilitar als organismes esportius internacionals (AMA, UCI) les proves que demostrarien la seva implicació com a client de la xarxa de dopatge.

## Palmarès
- 1997
  - 1r a la Santikutz Klasika
- 1999
  - Vencedor d'una etapa del Tour del Porvenir

### Resultats al Tour de França
- 2003. 73è de la classificació general

### Resultats al Giro d'Itàlia
- 2001. 35è de la classificació general

### Resultats a la Volta a Espanya
- 2002. 84è de la classificació general
- 2003. 46è de la classificació general
- 2004. 50è de la classificació general
- 2005. 71è de la classificació general.